# Loris Spinelli
Loris Spinelli (ur. 30 grudnia 1995 roku) – włoski kierowca wyścigowy.

## Kariera

### Formuła Abarth
Po startach w kartingu, gdzie zwyciężał 21° Trofeo Andrea Margutti - KF3 oraz CIK-FIA World Cup for KF2, Spinelli rozpoczął karierę w wyścigach samochodowych w 2013 roku od startów Włoskiej Formule Abarth. W ciągu trzech wyścigów, w których wystartował, raz stanął na podium. Uzbierane 18 punktów dało mu trzynaste miejsce w klasyfikacji generalnej.

### Auto GP World Series
Na sezon 2014 Spinelli podpisał kontrakt z włoską ekipą Eurotech Engineering na starty w Auto GP World Series. Wystartował łącznie w ośmiu wyścigach, w ciągu których uzbierał dziewiętnaście punktów. Dało mu to siedemnaste miejsce w końcowej klasyfikacji kierowców.

## Statystyki
| Sezon | Seria                 | Zespół                          | Wyścigi | Zwycięstwa | PP | NO | Podium | Punkty | Pozycja |
| ----- | --------------------- | ------------------------------- | ------- | ---------- | -- | -- | ------ | ------ | ------- |
| 2013  | Włoska Formuła Abarth | Best Lap                        | 3       | 0          | 0  | 0  | 1      | 18     | 13      |
| 2014  | Auto GP World Series  | Eurotech Engineering/FMS Racing | 8       | 0          | 0  | 0  | 0      | 19     | 17      |